# بيتر روبنسون (عالم حاسوب)
بيتر روبنسون (بالإنجليزية: Peter Robinson)‏ هو عالم حاسوب بريطاني، ولد في 7 سبتمبر 1952، وتوفي في 1952.